# مزرعه فرهادی
مزرعه فرهادی یک منطقهٔ مسکونی در ایران است که در دهستان حومه (لارستان) واقع شده‌است. مزرعه فرهادی ۳۷ نفر جمعیت دارد.